# (12000) 1996 CK2
1996 سي كي 2 (ويعرف أيضًا باسم (12000) 1996 سي كي 2 وفق تسمية الكوكب الصغير) (بالإنجليزية: 1996 CK2)‏ هو كويكب ضمن حزام الكويكبات؛ وترتيبه 12000 من حيث الاكتشاف.
اكتُشف هذا الجُرم الفلكي بواسطة سيجي أويدا في 12 فبراير 1996.

## وصلات خارجية
- (12000) 1996 CK2 في قاعدة بيانات مختبر الدفع النفاث لأجرام النظام الشمسي الصغيرة

- الاكتشاف · مخطط المدار ·  العناصر المدارية · المعلمات المادية

- (12000) 1996 CK2 على موقع ويكي سكاي: DSS2, SDSS, GALEX, IRAS, Hydrogen α, X-Ray, Astrophoto, Sky Map, Articles and images